# Angelo Accattino
Angelo Accattino (Asti, 31 de julho de 1966) é um diplomata e prelado italiano da Igreja Católica pertencente ao serviço diplomático da Santa Sé.

## Biografia
Estudou no seminário de Casale, depois no Almo Collegio Capranica e na Pontifícia Academia Eclesiástica. Recebeu a ordenação presbiteral em 25 de janeiro de 1994, incardinando-se na Diocese de Casale Monferrato. É formado em direito canônico.
Ingressou no serviço diplomático da Santa Sé em 1 de julho de 1999 e posteriormente trabalhou nas representações papais de Trinidad e Tobago, Colômbia, Peru, na Seção de Relações com Estados e Organizações Internacionais da Secretaria de Estado, bem como nas nunciaturas apostólicas dos Estados Unidos e da Turquia.
É fluente, além do italiano nativo, em inglês e espanhol.
Em 12 de setembro de 2017, o Papa Francisco o nomeou como núncio apostólico na Bolívia, concedendo a dignidade de arcebispo titular de Sabiona. Recebeu a ordenação episcopal em 25 de novembro seguinte, na Igreja do Santíssimo Nome de Maria de Calliano em Asti, do Cardeal Secretário de Estado Pietro Parolin, coadjuvado por Gianni Sacchi e por Alceste Catella, respectivamente bispo e bispo emérito de Casale Monferrato.
Em 2 de janeiro de 2023, foi transferido para a nunciatura apostólica da Tanzânia.